# Diplazium spinulosum
Diplazium spinulosum är en majbräkenväxtart som beskrevs av Carl Ludwig Blume.
Diplazium spinulosum ingår i släktet Diplazium och familjen Athyriaceae. Inga underarter finns listade i Catalogue of Life.